# Macromitrium saddleanum
Macromitrium saddleanum är en bladmossart som beskrevs av Bescherelle och C. Müller 1885. Macromitrium saddleanum ingår i släktet Macromitrium och familjen Orthotrichaceae. Inga underarter finns listade i Catalogue of Life.